# 吗啉米特
吗啉米特（morphazinamide，morinamid）是一种含氮有机化合物，化学式C10H14N4O2，带有吡嗪和吗啉基团，是治疗结核病的吡嗪酰胺的前体药物。